# Elecció papal de 1061

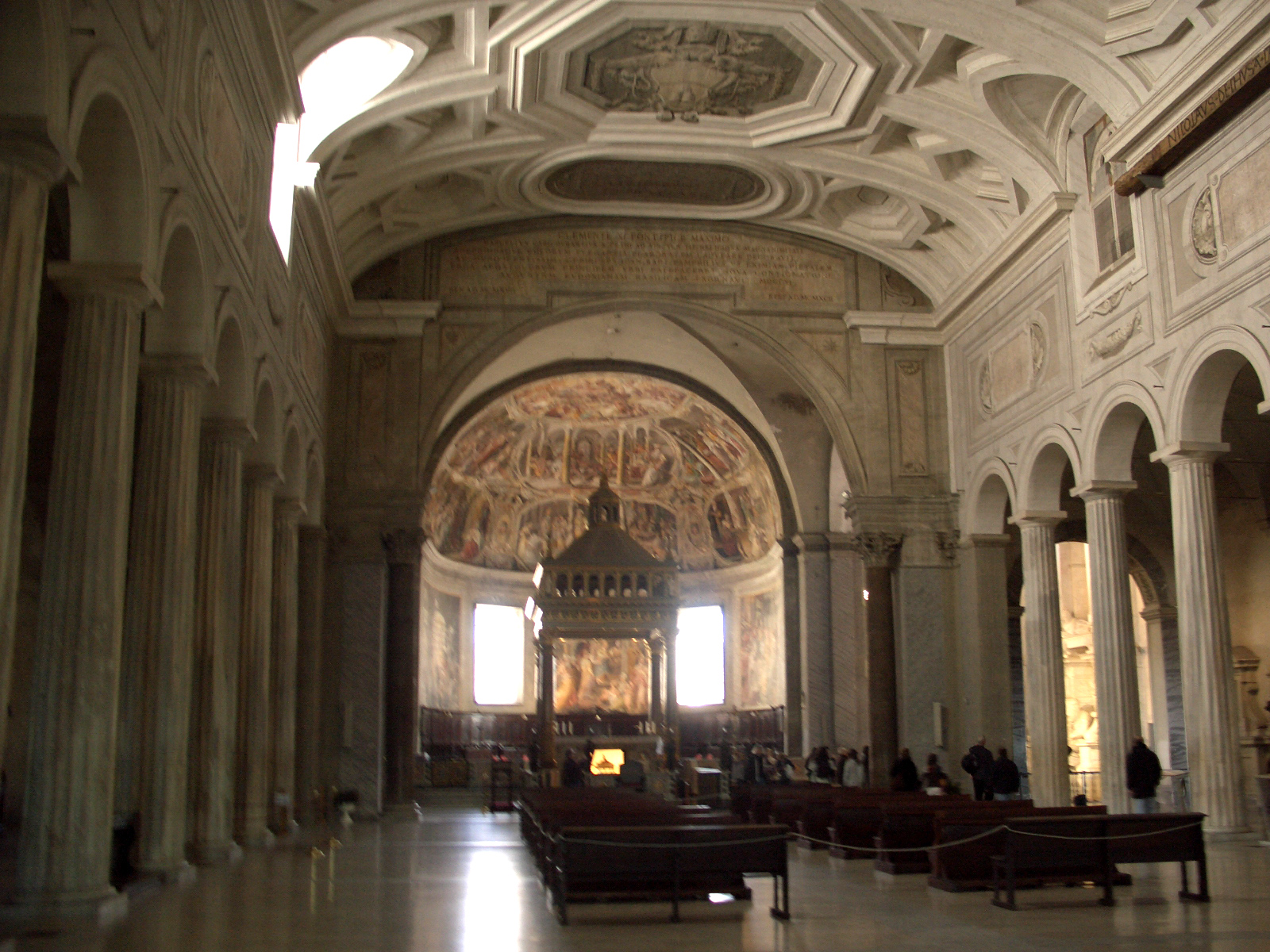
San Pietro in Vincoli

L'elecció papal de 1061 es va dur a terme el 30 de setembre de 1061 a San Pietro in Vincoli a Roma, després de la mort del Papa Nicolau II. D'acord amb la butlla de Nicolau II, In Nomine Domini, els cardenals van ser per primera vegada en la història de l'Església Catòlica Romana els únics electors del papa. El bisbe Anselm de Baggio de Lucca, que no era cardenal i era un dels fundadors de la Pataria, va ser elegit papa. Va prendre el nom d'Alexandre II i va ser coronat al vespre de l'1 d'octubre de 1061 a la basílica de San Pietro in Vincoli perquè alguns opositors a l'elecció van fer que la coronació a la basílica de Sant Pere del Vaticà fos impossible.

## Descripció
Anselm va comptar amb el suport del seu amic cardenal Hildebrand, un dels impulsors de la promulgació d'In Nomine Domini i el futur papa Gregori VII, Godofreu II de Baixa Lotaríngia, així com les forces normandes de Robert Guiscard, present a l'elecció per garantir la seguretat, tal com Giscard havia garantit a Nicolau II quan va ser nomenat Duc de la Pulla i Calàbria. Tot i que Anselmo era bén conegut i respectat dins la cort alemanya, no es va sol·licitar l'assentiment de l'Emperador Romà en l'elecció.
Enfadats amb el nou procés, un grup de nobles romans i bisbes de la Llombardia, abandonats per Guibert, el canceller reial d'Itàlia, van implorar a Agnès d'Aquitània, emperadriu-regent d'Enric IV del Sacre Imperi Romanogermànic, que nomenés el bisbe Pietro Cadalo per succeir a Nicolau II. Cadalo Va ser elegit Antipapa Honori II en un sínode convocat a Basilea el 28 d'octubre de 1061, sense cap cardenal present.
L'Antipapa Honori II va procedir a marxar sobre Roma, derrotant Alexandre II i prenent el control de la basílica de Sant Pere i els seus voltants el 14 d'abril de 1062. La intervenció de Godofreu III va convèncer Honori II i Alexandre II de retirar-se a Parma i Lucca, respectivament, esperant la mediació entre Godofreu III i la cort imperial. Tanmateix, Annon II, arquebisbe de Colònia, va enginyar-se un cop d'estat contra l'emperadriu regent. Com a regent, Annon va convocar el Concili d'Augsburg (octubre de 1062) i va enviar Burchard II, bisbe de Halberstadt com un enviat a Roma. Burchard va retirar a Alexandre II les acusacions de simonia i va reconèixer el nou pontificat.
Alexandre II va excomunicar Honori II el 1063, però després d'un contra-sínode Honori II estava capacitat per establir-se al Castell de Sant'Angelo i iniciar una guerra contra Alexandre II un any abans de fugir altre cop a Parma. El Sínode de Mantua (Pentecosta, 31 de maig de 1064) va declarar anatema Cadalo i va declarar com el vertader papa Alexandre.

## Cardenals electors
El 1061 hi havia sis bisbes cardenals:
| Elector                           | Nationalitat | Ordre i títol                   | Elevat                 | Elevador   | Notes                      |
| --------------------------------- | ------------ | ------------------------------- | ---------------------- | ---------- | -------------------------- |
| Bonifazio, O.S.B.                 | Apulia       | Cardinal-bisbe d'Albano         | before 1054            | Lleó IX    |                            |
| Pietro                            |              | Cardenal-bisbe de Tusculum      | abans de 1057          | Víctor II  |                            |
| Giovanni                          |              | Cardenal-bisbe de Porto         | 1057                   | Esteve IX  |                            |
| Pere Damià, O.S.B. Cam.           | Ravenna      | Cardenal-bisbe d'Ostia          | 30 de november de 1057 | Esteve IX  | Futur Doctor de l'Església |
| Bernardo da Benevento, O.S.B.Cas. | Benevent     | Cardenal-bisbe de Palestrina    | 1061                   | Nicolau II |                            |
| Mainardo de Pomposa, O.S.B.Cas.   | Italian      | Cardenal-bisbe de Silva Candida | May 1061               | Nicolau II |                            |